# Trà My
Trà My là xã thuộc thành phố Đà Nẵng, Việt Nam.

## Địa lý
Thị trấn Trà My nằm ở phía bắc của huyện Bắc Trà My, có vị trí địa lý:
- Phía đông giáp xã Trà Giang
- Phía đông bắc giáp xã Trà Dương
- Phía tây và phía nam giáp xã Trà Sơn
- Phía bắc giáp huyện Tiên Phước.

Thị trấn Trà My có diện tích 20,35 km², dân số năm 2019 là 7.253 người, mật độ dân số đạt 356 người/km².

## Lịch sử
Dưới thời Việt Nam Cộng hòa, Trà My là quận lỵ quận Hậu Đức, tỉnh Quảng Tín; về mặt hành chính thuộc xã Tiên Trà, quận Hậu Đức.
Sau năm 1975, xã Tiên Trà thuộc huyện Trà My, tỉnh Quảng Nam - Đà Nẵng (nay là thành phố Đà Nẵng và tỉnh Quảng Nam).
Ngày 23 tháng 9 năm 1981, giải thể xã Tiên Trà để thành lập thị trấn Trà My, thị trấn huyện lỵ huyện Trà My.
Ngày 20 tháng 6 năm 2003, huyện Trà My cũ chia tách thành hai huyện Bắc Trà My và Nam Trà My, thị trấn Trà My trở thành huyện lỵ huyện Bắc Trà My.
Ngày 8 tháng 3 năm 2007, điều chỉnh 4.295 ha diện tích tự nhiên và 2.939 người của thị trấn Trà My để thành lập xã Trà Sơn.
Sau khi điều chỉnh, thị trấn Trà My còn lại 2.035 ha diện tích tự nhiên và 7.628 người.

## Hành chính
Thị trấn Trà My được chia thành 6 tổ dân phố: Mậu Cà, Đàng Bộ, Trung Thị, Đồng Bàu, Đồng Trường, Trấn Dương.